# Gouvernement Fortis I
Royaume d'Italie
Tittoni Fortis II
Le gouvernement Fortis I (Governo Fortis I, en italien) est le gouvernement du royaume d'Italie entre le 27 mars 1905 et le 24 décembre 1905, durant la XXIIe législature.

## Composition
Composition du gouvernement
- Gauche historique

### Président du conseil des ministres
Alessandro Fortis